# Voynich Hotel
Voynich Hotel (jap. ヴォイニッチホテル Voinicchi hoteru) – manga autorstwa Seimana Dōmana, publikowana na łamach magazynu „Young Champion Retsu” wydawnictwa Akita Shoten od października 2006 do marca 2015.

## Fabuła
Taizo Kuzuki, były członek yakuzy, próbując ukryć się przed ścigającymi go zabójcami, zatrzymuje się w nietypowym hotelu Voynich, położonym na niewielkiej wyspie na Pacyfiku. Właścicielem hotelu jest Kandre Umeda, wysoki mężczyzna noszący maskę zapaśnika. Personel zaś składa się z kucharki Emilii oraz dwóch pokojówek, Eleny i Beluny, które tak naprawdę nie są tym, na kogo wyglądają. Fabuła mangi przedstawiona jest w formie krótkich historii o obsłudze hotelu, gościach oraz mieszkańcach wyspy.

## Publikacja serii
Manga ukazywała się od 17 października 2006 do 17 marca 2015 w magazynie „Young Champion Retsu”. Została zebrana w 3 tankōbonach, wydanych między 19 listopada 2010 a 20 maja 2015 nakładem wydawnictwa Akita Shoten.
W Ameryce Północnej seria została wydana nakładem wydawnictwa Seven Seas Entertainment, natomiast w Polsce prawa do dystrybucji nabyło Studio JG.
| Nr | Język japoński    | Język japoński         | Język polski         | Język polski           |
| Nr | Data wydania      | ISBN                   | Data wydania         | ISBN                   |
| -- | ----------------- | ---------------------- | -------------------- | ---------------------- |
| 1  | 19 listopada 2010 | ISBN 978-4-2532-5571-4 | 31 października 2018 | ISBN 978-83-8001-360-5 |
| 2  | 20 lutego 2013    | ISBN 978-4-2532-5572-1 | 7 stycznia 2019      | ISBN 978-83-8001-390-2 |
| 3  | 20 maja 2015      | ISBN 978-4-2532-5573-8 | 4 marca 2019         | ISBN 978-83-8001-409-1 |